# Колониальная экспансия Габсбургской монархии

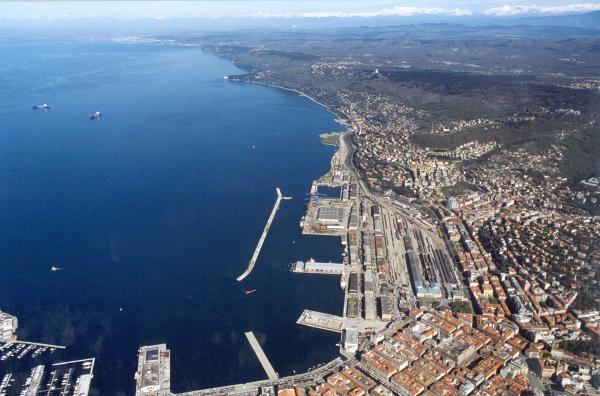
Порт Триест мог стать отправной точкой австрийской колониальной экспансии

Колониальная экспансия Габсбургской монархии — Австрийской (с 1867 года Австро-Венгерской) империи — совокупность нескольких попыток этой мировой державы наладить свою прибыльную заморскую колониальную торговлю и обзавестись собственными колониями.

## Экспансионизм
Экспансионистские устремления были свойственны Габсбургам издавна, но, в силу особенностей расположения их владений, касались прежде всего европейского континента. Впрочем, император Священной Римской империи германской нации Фридрих III, ставший в 1457 году австрийским эрцгерцогом, похоже, верил в то, что династии Габсбургов суждено завоевать весь мир. Его девизом стала формула AEIOU — по одной из распространённых версий расшифровывавшаяся как Alles Erdreich ist Österreich untertan («Вся земля подчинена Австрии»), в латинском варианте Austriae est imperare orbi universo («Задача Австрии управлять целым миром»). Эту аббревиатуру он надписывал на книгах и повелел высекать на общественных зданиях.
После эпохи Великих географических открытий Австрией периодически предпринимались, в том числе, и попытки своего заморского территориально-политического расширения, начиная с XVIII века и до самого распада империи в ходе Первой мировой войны. Однако из-за выраженного давления со стороны более мощных и развитых колониальных держав, прежде всего Британской империи, а также недостаточного внимания собственного правительства к развитию военного и торгового океанского флота, все эти попытки в конечном счёте потерпели неудачу. Управление относительно нестабильным многонациональным государством с сильными центробежными тенденциями отнимало почти всю энергию его центральной власти. Австрийская колониальная империя так и не была создана.

## Остендская компания
Учреждённая после Утрехтского мира по инициативе Австрийской империи в 1717 году Остендская компания (официально — Generale Keizerlijke en Koninklijke Indische Compagnie) была частным торговым предприятием. В 1722 году она получила от императора Карла VI право на торговлю в оказавшихся с 1713 года под властью империи Австрийских Нидерландах (ныне Бельгия). Основным направлением её деятельности была торговля с Ост-Индией в интересах габсбургской короны.
Наиболее важными статьями дохода для компании были чай, медь, серебро, текстиль, хлопок, шёлк, керамика, пряности и опиум. Уставной капитал составлял совокупно 6 млн гульденов частями (акциями) по 1000 гульденов каждая. Источниками основной части финансирования морских экспедиций были синдикаты фламандских, английских, голландских и французских банкиров, ростовщиков и торговцев Антверпена, Гента и Остенде.

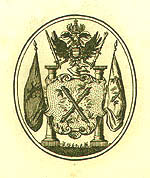
Герб компании, печатавшийся на её акциях (1723)

В течение нескольких лет Остендская компания составляла значимую конкуренцию аналогичным предприятиям других стран — прежде всего Голландской Ост-Индской, Британской Ост-Индской и Французской Ост-Индской компаниям, сбивая им цены. В 1724—1732 годах ей удалось снарядить и направить в Бенгалию и Китай 21 собственное судно, а положительная динамика цен на чай приносила хорошую прибыль. В годы своего расцвета Остендская компания владела двумя собственными заморскими факториями — Ковелонг (нидерл. Cabelon) на восточном, Коромандельском, берегу Индостана и Банкибазар (нидерл. Banquibazar) в Бенгалии.
Нараставшее давление со стороны Британской империи привело в 1727 году к отзыву лицензии, а в 1731 году к закрытию Остендской компании. Это было одним из важных условий второго Венского договора, оформившего австро-британский союз в качестве противовеса экспансии Франции, Пруссии и ряда других стран Европы в Войне за австрийское наследство (1740—1748). Союз продлился до 1756 года и был разорван по инициативе Великобритании, сменившись так называемой «дипломатической революцией» и Семилетней войной (1756—1763), которую Австрия проиграла.
Примечательно, что в 1728—1731 годах компания организовала несколько подпольных заморских экспедиций под чужими флагами — и последние две из них в 1732 году были легализованы в качестве символической уступки англичан австрийцам отдельной строкой соглашения между двумя державами. Однако даже после роспуска компании вплоть до 1744 года от экипажей кораблей конкурировавших компаний периодически поступали вести, что над факторией Банкибазар по-прежнему развевается флаг австрийского императора — притом, что официально уже к 1735 году у Остендской компании не было ни денег, ни кораблей, ни какой бы то ни было поддержки ничьих властей. В 1744 году фактория подверглась нападению и разграблению со стороны одного из бенгальских князей — предположительно это было инспирировано Голландской Ост-Индской компанией.

## Никобарские острова

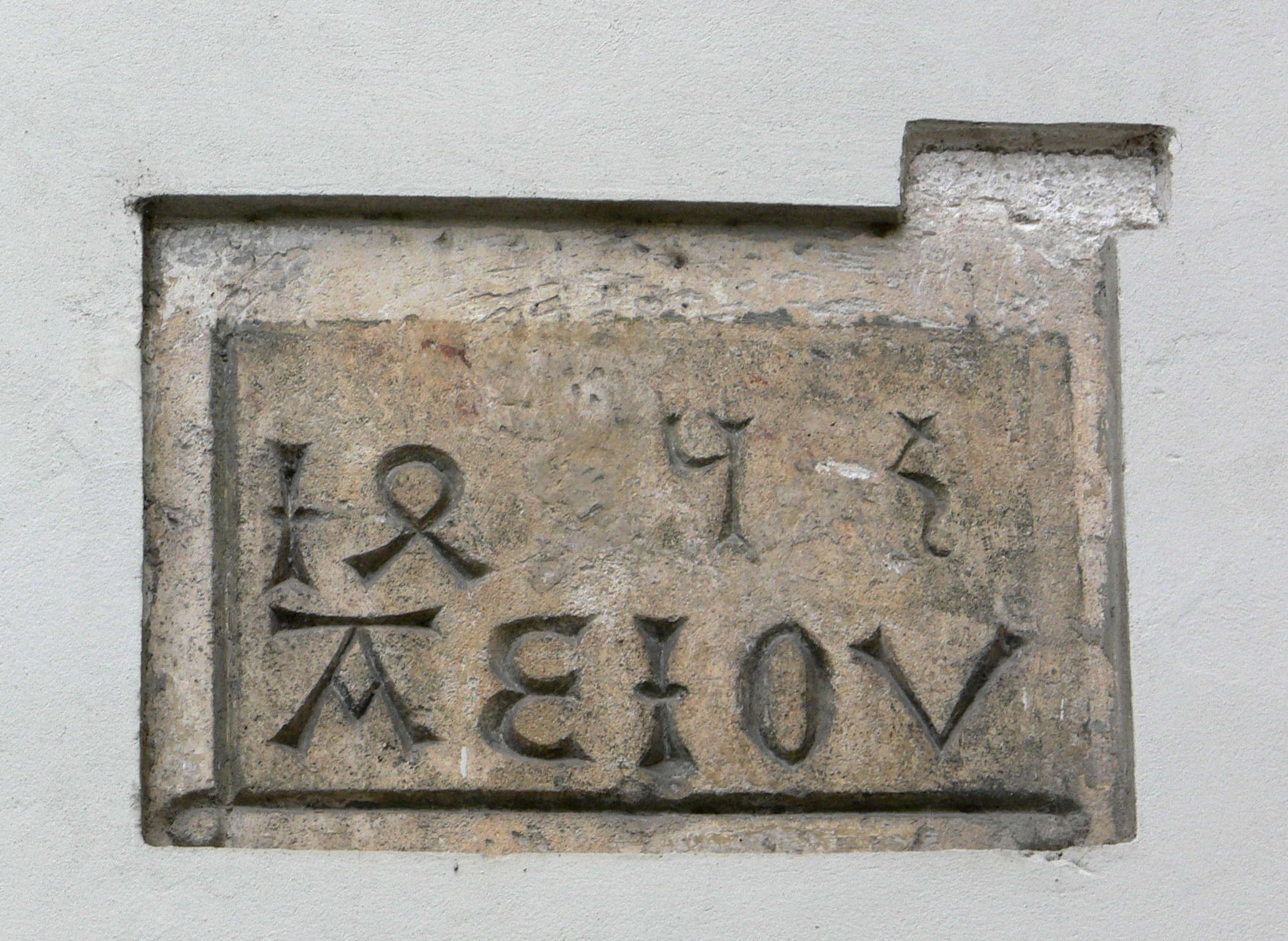
Экспансионистский девиз AEIOU на стене замка Граца

В 1760-х годах Мария-Терезия и Иосиф II озаботились созданием имперских форпостов для обеспечения торговых путей империи в Азии. Правда, Австрия не обладала развитым военно-морским и торговым флотом для организации адекватного исследования, заселения, поддержки и защиты своих возможных заморских поселений, тем более в условиях достаточно жёсткой конкуренции со стороны тогдашних колониальных держав — Испании, Португалии, Великобритании, Нидерландов и Франции. Поэтому этот проект можно считать ориентированным на весьма дальнюю перспективу или, скорее, прихотью.
Тем не менее Габсбурги для осуществления своей задумки наняли в качестве советника голландского предпринимателя Уильяма Болтса (англ. William Bolts), незадолго до этого уволенного из Британской Ост-Индской компании. В 1774 году он убедил неопытную Австрию в выполнимости проекта по организации регулярной прибыльной торговли между Триестом (Австрийское Приморье) и землями Дальнего Востока. Для этого под ложным британским флагом был секретно снаряжён и отправлен на Восток корабль, однако экспедиция закончилась крушением судна. Спустя четыре года, в 1778 году, преодолев большие трудности в пути, другой австрийский корабль, «Иосиф и Мария», достиг Никобарских островов, расположенных в восточной части Индийского океана сравнительно недалеко от Суматры и западного берега Сиама.
Австрийцы назвали их островами Терезии (англ. Theresia Islands), обнаружили там заброшенный колониальный форпост-поселение Дании и основали на его месте собственное, — ошибочно предположив, что ликвидация присутствия Дании означает автоматическое снятие её территориальных претензий на острова. Датские колонисты незадолго до этого покинули свою колонию из-за эпидемии малярии, выкосившей большинство жителей поселения. Остававшиеся на островах туземцы 12 июля 1778 года на специально организованной церемонии подписали при свидетелях тремя крестиками документ, передававший группу из четырёх центральных островов архипелага — Нанковри, Каморта, Тринкет и Катчалл — во владение Австрийской империи. На ближайшем холме был при этом поднят австрийский флаг.
На островах было оставлено шестеро мужчин, рогатый скот, оружие и рабы. Задачей колонистов было первичное обустройство новой колонии. Однако уже в 1781 году они жаловались на нехватку питьевой воды и пищи, но официальная Вена предпочла не заметить жалоб, полностью предоставив поселение его судьбе. После смерти в 1783 году главы колонии остальным австрийским колонистам стало ясно, что попытка не удалась, и они покинули острова навсегда.
Австрийские морские экспедиции ещё дважды — в 1857—1858 и в 1886 годах — бросали якорь в бухтах Никобар, однако новых попыток основать там колонию предпринято так и не было из-за незаинтересованности властей империи. В целом же колонизация Никобарских островов хоть и оказалась кратковременной, тем не менее ей суждено было стать наиболее успешной попыткой реализации заморского экспансионизма Австрийской монархии.
См. также: Австрийская восточно-индийская компания

## Земля Франца-Иосифа

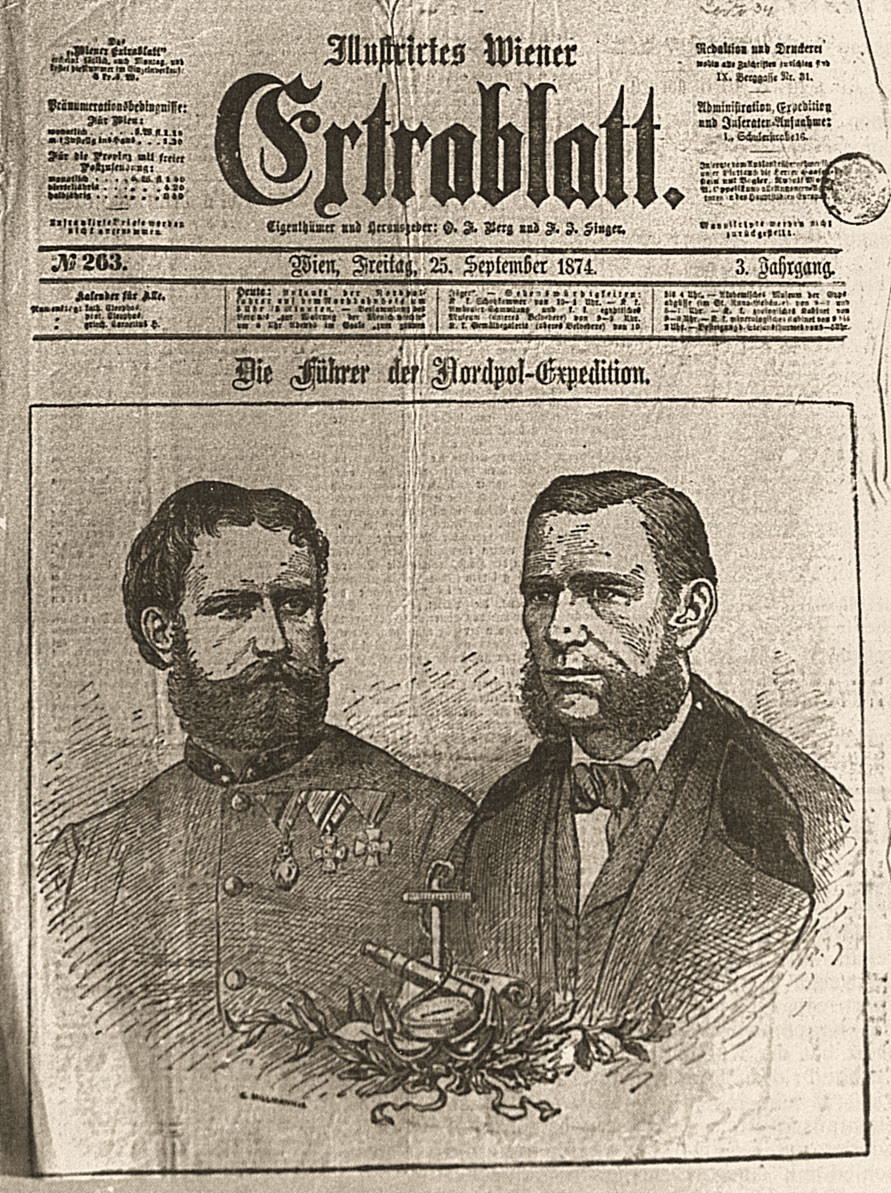
Юлиус Пайер и Карл Вейпрехт на первой полосе «Illustriertes Wiener Extrablatt». 25 сентября 1874 года

Финансировавшаяся австро-венгерской знатью экспедиция Австро-Венгрии к северному полюсу под руководством Карла Вейпрехта (Carl Weyprecht) и Юлиуса Пайера (Julius von Payer) отправилась в 1872 году на парусно-паровом судне «Тегетгофф» на поиски Северо-восточного прохода. Она была затёрта льдами к северо-западу от Новой Земли и затем, постепенно уносимая ими к западу, в августе 1873 года случайно оказалась у берегов неизвестной земли.
Австрийские путешественники дали новооткрытой земле имя австрийского императора Франца Иосифа I. Она была обследована Вейпрехтом и Пайером, насколько было возможно, к северу и вдоль своей южной окраины, а весной следующего 1874 года они пересекли архипелаг с юга на север на санях. Пайеру удалось достигнуть 82°5' с. ш. и составить карту островов, казавшихся первым исследователям весьма обширными.
Однако уже в 1895 году норвежец Фритьоф Нансен разочаровал заинтересовавшуюся было профессиональную общественность: в результате своего знаменитого санного путешествия и последующей зимовки на берегу острова Джексона — одного из самых северных островов архипелага — Нансен убедился, что архипелаг не имеет продолжения к северо-востоку, кроме небольших практически полностью покрытых льдом и непригодных для постоянного проживания островков.
Земля Франца-Иосифа так и не была формально объявлена объектом территориальных претензий ни одной державой — вплоть до 1926 года, когда её аннексировал Советский Союз. Этот акт, правда, оспаривался до конца 1920-х годов Норвегией, безуспешно выдвинувшей свои претензии и попытавшейся переименовать архипелаг в «Землю Фритьофа Нансена». 29 июля 1929 года Отто Шмидт в ходе полярной экспедиции на ледокольном пароходе «Георгий Седов» водрузил на острове Гукера советский флаг и объявил Землю Франца-Иосифа частью СССР.

## Северное Борнео
В 1865 году консул США в Брунее Клод Ли Мозес (Claude Lee Moses) приобрёл у султана Брунея в лизинг на десять лет территорию Северного Борнео (ныне провинция Сабах, Малайзия). Только что закончившие гражданскую войну Соединённые Штаты не проявили интереса к обретению азиатских колоний, поэтому Мозесу пришлось продать концессию гонконгской частной American Trading Company of Borneo, которая основала там небольшое поселение Эллена (Ellena) — ныне Киманис (Kimanis).
Из-за финансовых трудностей ATC, в свою очередь, в январе 1875 года перепродала права на Северное Борнео консулу Австро-Венгерской империи в Гонконге барону фон Овербеку (нем. Gustavus Baron Von Overbeck). Последний добился от Брунея продления договора ещё на десять лет, заручился в 1878 году аналогичным соглашением и от султана Сулу, пообещав тому современное оружие для защиты от испанцев, и привлёк к финансированию проекта братьев Альфреда и Эдуарда Дентов (Alfred and Edward Dent). Однако все попытки фон Овербека заинтересовать приобретением новой колонии власти Австро-Венгрии потерпели неудачу — и уже в 1880 году барон покинул предприятие, оставив вместо себя Альфреда Дента.
В июле 1881 года братья привлекли компаньонов, основали British North Borneo Provisional Association Ltd. и уже в ноябре того же года добились королевского разрешения от британской монархии на освоение территории под эгидой Великобритании в её интересах. Компания была преобразована в Британскую компанию Северного Борнео (British North Borneo Chartered Company) и занялась организацией поселений на севере острова, стремительно расширяя свои владения, несмотря на протесты от властей Нидерландов, Испании и соседнего Саравака, но при поддержке султана Брунея.
В 1888 году Северное Борнео, Саравак и Бруней стали протекторатами Великобритании. Британская компания Северного Борнео была закрыта лишь в ходе деколонизации в 1953 году. При этом Филиппины претендуют на всю территорию Сабаха с момента своего образования: эта земля была, по их версии, обещана султаном Брунея султану Сулу в 1703 году как плата за военную поддержку.

## Берлинская конференция
Несмотря на отсутствие у Австро-Венгрии заморских колоний, она в 1884 году была приглашена как одна из мировых держав на Берлинскую конференцию («Конференцию по Конго», Kongokonferenz), которой предстояло определить легитимные рамки развернувшейся среди колониальных империй «драки за Африку».
В 1885 году Австро-Венгерская империя вместе со всеми подписала Генеральный акт конференции, провозглашавший главенство принципа эффективной оккупации, предусматривавшего при неспособности самостоятельно осваивать богатства той или иной колонии обязанность соответствующей метрополии допускать к хозяйствованию на её территории другие державы и их картели. Это формально открывало для Австро-Венгрии возможность налаживания торговли в Африке, однако полностью перекрывало вероятность основания собственных её колоний, так как требование сразу же их полноценно освоить было для империи непосильным.

## Концессия в Тяньцзине

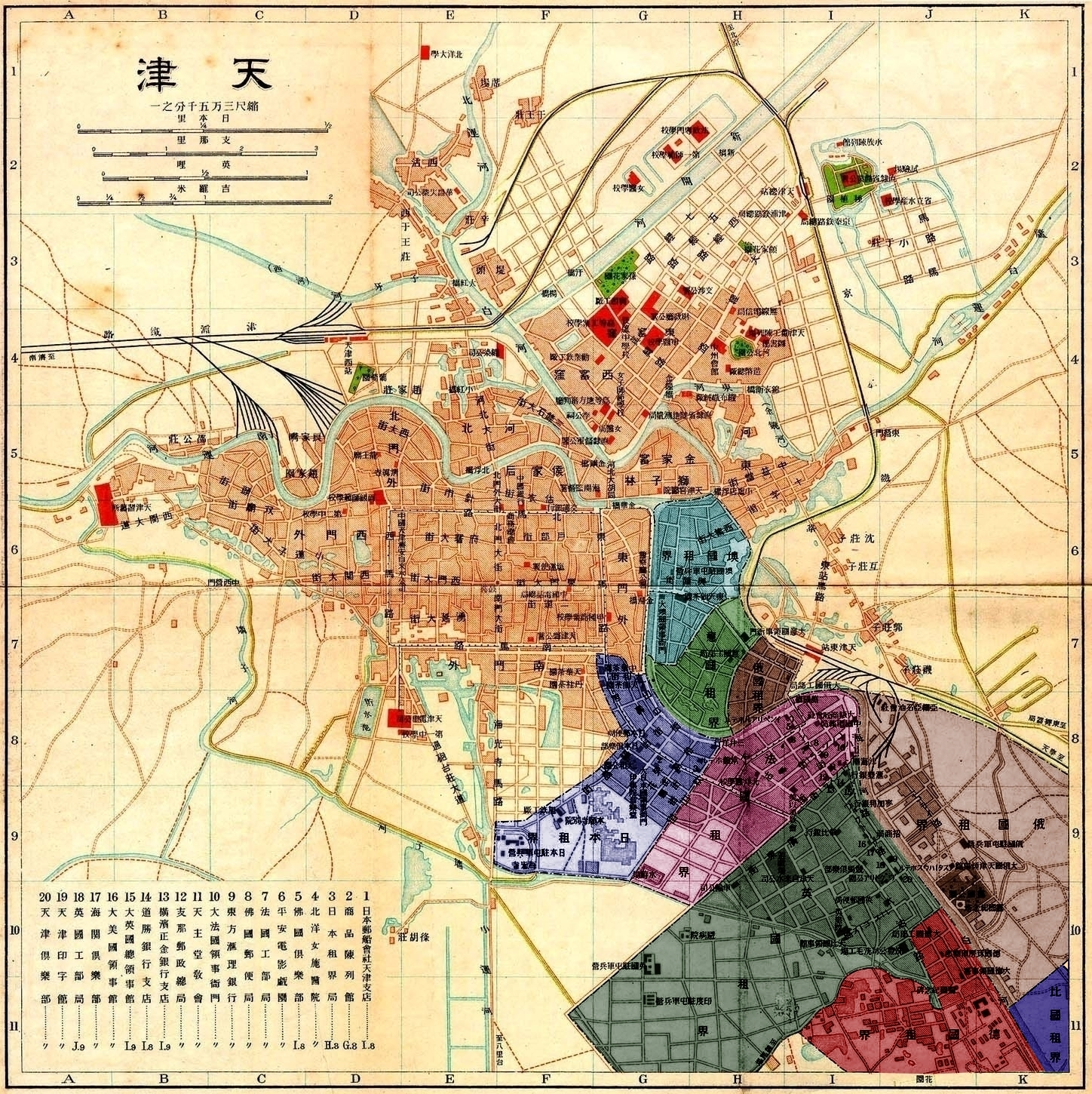
Концессии в Тяньцзине.
Сеттльмент Австро-Венгрии

Наряду с семью другими европейскими державами Австро-Венгрия приняла участие в подавлении боксёрского восстания в Китае в 1899—1901 годах. Правда, её участие было наименьшим из всех — был послан лишь один военный корабль и 75 морских пехотинцев. Однако в качестве награды за вклад в победу союзников Австро-Венгрии в 1901 году была выделена небольшая зона в городе Тяньцзинь на правах концессии.
Австрийская зона (сеттльмент) составляла 170 акров (0,68 км²), что было чуть больше, чем у бельгийцев (89 акров) и итальянцев (126 акров), но меньше, чем у японцев (356 акров) и французов (445 акров). Она возглавлялась консульством страны, имела свои собственные тюрьму, школу, больницу, военный гарнизон, а составлявшие подавляющее большинство населения китайцы, тем не менее, не имели права приобретать расположенную в сеттльменте недвижимость. Официальным языком был немецкий, а не китайский, причём граждане находились под юрисдикцией австрийских, а не китайских законов и имели свой суд, то есть пользовались экстерриториальностью.
Впрочем, всё это не смогло обеспечить основательности австрийского проникновения и прочной сохранности полученной территории. Как только в ходе Первой мировой войны Китай объявил войну Тройственному союзу, в котором состояла и Австро-Венгрия, её зона концессии в Тяньцзине была занята войсками Китая. 14 августа 1917 года арендные договоры Германии и Австро-Венгрии были аннулированы. Распавшаяся империя оформляла свой отказ от претензий в Тяньцзине уже по частям — Австрия 10 сентября 1919 года по Сен-Жерменскому мирному договору, Венгрия 4 июня 1920 года по Трианонскому.
Австро-венгерское присутствие в Китае, таким образом, продлилось 16 лет.